# کاهالو کیهویو (هاوایی)
کاهالو کیهویو (به انگلیسی: Kahaluu-Keauhou) یک منطقهٔ مسکونی در ایالات متحده آمریکا است که در شهرستان هاوایی، هاوایی واقع شده‌است. کاهالو کیهویو ۲۰٫۴ کیلومتر مربع مساحت و ۳٬۵۴۹ نفر جمعیت دارد و ۳۰٫۴۸ متر بالاتر از سطح دریا واقع شده‌است.